# I liga urugwajska w piłce nożnej (1988)
- Mistrz Urugwaju 1988: Danubio FC
- Wicemistrz Urugwaju 1988: CA Peñarol
- Copa Libertadores 1989:  CA Peñarol (zwycięzca turnieju Liguilla Pre-Libertadores), Danubio FC (mistrz Urugwaju po zwycięskim barażu z wicemistrzem turnieju Liguilla Pre-Libertadores), Club Nacional de Football (obrońca tytułu)
- Spadek do drugiej ligi: Miramar Miramar Misiones
- Awans z drugiej ligi: Rentistas Montevideo

Mistrzostwa Urugwaju w roku 1988 były mistrzostwami rozgrywanymi według systemu, w którym wszystkie kluby rozgrywały ze sobą mecze każdy z każdym u siebie i na wyjeździe, a o tytule mistrza i dalszej kolejności decydowała końcowa tabela. Miejsce w końcowej tabeli mistrzostw nie decydowało o prawie gry w międzynarodowych pucharach – o tym zadecydował oddzielny turniej zwany Liguilla Pre-Libertadores, rozegrany na koniec sezonu. Najlepszy klub w tym turnieju uzyskał prawo gry w Copa Libertadores 1989, a drugi musiał stoczyć pojedynek barażowy z mistrzem Urugwaju.

## Primera División

### Końcowa tabela sezonu 1988
| Poz | Klub                       | Mecze | Zw | Rem | Por | Pkt | BrZd | BrStr |
| --- | -------------------------- | ----- | -- | --- | --- | --- | ---- | ----- |
| 1   | Danubio FC                 | 24    | 18 | 4   | 2   | 40  | 52   | 18    |
| 2   | CA Peñarol                 | 24    | 13 | 5   | 6   | 31  | 51   | 30    |
| 3   | Defensor Sporting          | 24    | 12 | 7   | 5   | 31  | 33   | 17    |
| 4   | Huracán Buceo Montevideo   | 24    | 11 | 6   | 7   | 28  | 25   | 25    |
| 5   | Liverpool Montevideo       | 24    | 10 | 5   | 9   | 25  | 20   | 20    |
| 6   | Montevideo Wanderers       | 24    | 6  | 12  | 6   | 24  | 25   | 26    |
| 7   | Club Nacional de Football  | 24    | 8  | 6   | 10  | 22  | 26   | 32    |
| 8   | CA Cerro                   | 24    | 9  | 3   | 12  | 21  | 21   | 29    |
| 9   | Central Español Montevideo | 24    | 7  | 7   | 10  | 21  | 19   | 27    |
| 10  | River Plate Montevideo     | 24    | 5  | 10  | 9   | 20  | 28   | 27    |
| 11  | CA Bella Vista             | 24    | 5  | 8   | 11  | 18  | 20   | 33    |
| 12  | Miramar Miramar Misiones   | 24    | 4  | 10  | 10  | 18  | 24   | 38    |
| 13  | Progreso Montevideo        | 24    | 4  | 5   | 15  | 13  | 21   | 41    |

### Klasyfikacja strzelców bramek
| Gole | Piłkarz        | Klub       |
| ---- | -------------- | ---------- |
| 23   | Rubén da Silva | Danubio FC |

## Liguilla Pre-Libertadores 1988

### Tabela końcowa Liguilla Pre-Libertadores 1988
| Poz | Klub                     | Mecze | Zw | Rem | Por | Pkt | BrZd | BrStr |
| --- | ------------------------ | ----- | -- | --- | --- | --- | ---- | ----- |
| 1   | CA Peñarol               | 5     | 4  | 1   | 0   | 9   | 16   | 4     |
| 2   | Defensor Sporting        | 5     | 2  | 2   | 1   | 6   | 8    | 8     |
| 3   | Danubio FC               | 5     | 2  | 1   | 2   | 5   | 5    | 8     |
| 4   | Montevideo Wanderers     | 5     | 2  | 0   | 3   | 4   | 6    | 6     |
| 5   | Huracán Buceo Montevideo | 5     | 1  | 1   | 3   | 3   | 6    | 11    |
| 6   | Liverpool Montevideo     | 5     | 1  | 1   | 3   | 3   | 8    | 11    |

### Baraż
Drugi zespół w tabeli Liguilla Pre-Libertadores Defensor Sporting stoczył pojedynek barażowy dający prawo gry w Copa Libertadores 1989 z mistrzem Urugwaju Danubio FC.
| Mecz                                                               |
| ------------------------------------------------------------------ |
| Danubio FC – Defensor Sporting 1:1 rzuty karne wygrał klub Danubio |